# US Oyem
Union Sportive d’Oyem w skrócie US Oyem – gaboński klub piłkarski, grający niegdyś w pierwszej lidze gabońskiej, mający siedzibę  w mieście Oyem.

## Stadion
Domowe mecze klub rozgrywa na stadionie o nazwie Stade d’Akouakam w Oyem. Stadion może pomieścić 452 widzów.